# Vương Nguyên (nhà Minh, tiến sĩ thời Vĩnh Lạc)
Vương Nguyên (chữ Hán: 王源 hay 原 , ? - ?), tự Khải Trạch, người Long Nham, Phúc Kiến, quan viên nhà Minh trong lịch sử Trung Quốc. Ông được sử cũ xếp vào nhóm quan viên có thành tích cai trị tốt.

## Sự nghiệp
Nguyên đỗ tiến sĩ năm Vĩnh Lạc thứ 2 (1403), xếp thứ 186 ; được thụ Thứ khởi sĩ . Nguyên được đổi làm Thâm Trạch tri huyện; tại nhiệm sở, ông xây trường học, đắp đê dài, khuyên dân cưới hỏi đúng tuổi, bỏ đi thói xấu tranh giành làm ăn của dân chúng.
Nguyên vài lần dâng thư bàn việc, nhận chiếu gọi vào kinh đô; rồi bàn chánh sự đương thời trái ý hoàng đế, bị kết tội ngỗ ngược, chịu giáng làm lại. Gặp dịp ân xá, Nguyên được trả lại quan chức, tâu xin miễn nợ thuế cho dân. Đến năm có nạn đói, Nguyên liền phát thóc chẩn cứu, vì thế bị bắt. Dân tranh nhau nộp lại thóc, Nguyên được chuộc tội.
Nguyên được triệu làm Xuân phường tư trực lang , hầu chư vương đọc sách, rồi được thăng làm Kỷ thiện của phủ Vệ vương . Nguyên được dời làm Tùng Giang đồng tri, ở nhiệm sở lại tâu xin miễn nợ thuế vài mươi vạn thạch. Nguyên lấy cớ phải về phụng dưỡng mẹ già, sau khi mãn tang, được trừ chức Hình bộ lang trung.
Minh Anh Tông lên ngôi, chọn đình thần 11 người làm tri phủ, ban tiệc cùng sắc lệnh, cho ngồi xe của trạm dịch lên đường; Nguyên được nhận phủ Triều Châu. Phía đông thành có cầu Quảng Tế, nhiều năm hư hại mất một nửa, Nguyên thu muôn lạng vàng trong dân để dựng lại. Số tiền còn dư, Nguyên dùng để xây đình, bày tượng của Tiên thánh , Tứ phối , Thập triết . Nguyên khắc Lam Điền Lữ thị hương ước , chọn dân làm Ước chánh, Ước phó, Ước sĩ, giảng nghĩa cho họ; bấy giờ có nhiều đồng liêu noi theo việc này. Dân gian truyền rằng trên Tây Hồ Sơn có hòn đá lớn hóa làm yêu quái, Nguyên mệnh cho đào lên, sau đó thông báo tìm được một chiếc sọ đá, rồi gọt hòn đá làm bia, khắc mấy chữ lớn: "Triều Châu tri phủ Vương Nguyên trừ quái thạch", từ đó không còn ngoa truyền yêu quái nữa!
Có lần Nguyên phạt đòn đến chết một thường dân, con người ấy tố cáo lên triều đình, lấy việc xây cầu dựng đình làm tội. Nguyên bị bắt về kinh, kết án lưu đày. Nhân dân Triều Châu kéo nhau gõ cửa cung, triều đình bèn trả lại quan chức cho Nguyên. Về sau Nguyên xin hưu, người Triều Châu tâu xin giữ lại.
Không rõ hậu sự của Nguyên, người Triều Châu lập từ thờ ông.